# Környe
Környe es un pueblo húngaro perteneciente al distrito de Tatabánya, condado de Komárom-Esztergom.

## Superficie
Cuenta con una superficie de 45,37 km².

## Demografía
Hasta 2024 la población era de 4858 habitantes, con una densidad de población de 107,07 hab/km².
| Gráfica de evolución demográfica de Környe entre 2020 y 2024 |
|                                                              |
| Datos según la Oficina Central de Estadística de Hungría.    |